# Nguyễn Văn Nhung (Tư Nhung)
Nguyễn Văn Nhung (1903–1983), thường gọi là Tư Nhung, là nhà cách mạng Việt Nam, nguyên Bí thư Tỉnh ủy Vĩnh Long và Tỉnh ủy Long Xuyên của Đảng Cộng sản Việt Nam.

## Thân thế
Nguyễn Văn Nhung sinh ngày 9 tháng 11 năm 1903 ở xã Long Đức, huyện Châu Thành, tỉnh Vĩnh Long (nay là khóm 5, thị trấn Long Hồ, huyện Long Hồ, tỉnh Vĩnh Long). Một số nguồn ghi lại ông xuất thân từ gia đình trung nông, nguồn khác ghi là gia đình tiểu thương. Ông là con thứ ba trong gia đình có sáu (có nguồn cho là bảy) anh chị em. Do cha là Nguyễn Văn Vững mất sớm, mẹ ông là bà Tống Thì Tòng (mất năm 1946) phải đi bán kẹo và thuốc lá tại chợ Ngã tư Long Hồ (ở làng Long Hồ, nay thuộc xã Long An, cách thành phố Vĩnh Long hơn 8,5 km).
Anh ba của ông là Nguyễn Chánh Lý, từng làm thư ký Tòa Chánh sứ Nam Vang. Năm 1945, ông Lý làm Trưởng Ty Thông tin Vĩnh Long, đến năm 1954 tập kết ra Bắc, công tác ở Bộ Tài chính. Hai người em gái là Nguyễn Thị Nhỏ và Nguyễn Thị Phụng đều đi theo phong trào cách mạng của Đảng Cộng sản Đông Dương. Bà Nguyễn Thị Nhỏ từng làm Phó Bí thư Tỉnh ủy Chợ Lớn, có chồng là ông Nguyễn Văn Phát, Chủ tịch Ủy ban nhân dân tỉnh Vĩnh Long. Bà Nguyễn Thị Phụng cũng là Đảng viên hoạt động ở Chợ Lớn, lấy Lê Văn Kiệt, nguyên Bí thư Tỉnh ủy, Chủ tịch Ủy ban nhân dân tỉnh Tây Ninh.

## Hoạt động cách mạng
Hồi nhỏ, nhờ được cấp học bổng nên Nguyễn Văn Nhung mới ra tỉnh lỵ Vĩnh Long học Sơ học và tốt nghiệp bậc Tiểu học. Khi học Trung học ở trường Chasseloup–Laubat Sài Gòn, ông bị đuổi học vì không đủ giấy tờ, phải đến Nam Vang ở nhờ nhà anh trai Nguyễn Chánh Lý, tiếp tục học ở trường Trung học Sisowath. Năm 1924, ông đỗ bằng Diplôme (Thành chung) hạng nhất cả nước. Năm 1925, ông được tuyển làm thư ký Tòa Khâm sứ Cao Miên.
Trong quá trình học tập và công tác, ông được tiếp xúc với các tư tưởng yêu nước. Đến năm 1927, Nguyễn Văn Nhung được Hồ Văn Cương (hay Hồ Cao Cương), thành viên Hội Việt Nam Cách mạng Thanh niên ở Nam Vang kết nạp vào Hội. Năm 1928, ông trở về hoạt động ở Ngã tư Long Hồ, tham gia khóa huấn luyện cách mạng của Kỳ ủy Thanh niên ở Nam Kỳ do Phạm Văn Đồng và Châu Văn Liêm giảng dạy. Được sự giới thiệu của Châu Văn Liêm, ông gia nhập Chi bộ Hội Việt Nam Cách mạng Thanh niên tại Ngã tư Long Hồ do Nguyễn Văn Thiệt làm Bí thư (thành viên có Nguyễn Văn Thiệt, Nguyễn Hữu Đức, Nguyễn Trí, Nguyễn Văn Nhung và Nguyễn Thị Nhỏ).
Năm 1929, Kỳ ủy Nam Kỳ của Hội Việt Nam Cách mạng Thanh niên do Bí thư Kỳ ủy Châu Văn Liêm quyết định vận động thành lập tổ chức cộng sản, thành lập An Nam Cộng sản Đảng. Chi bộ An Nam Cộng sản Đảng ở Ngã tư Long Hồ được thành lập do Nguyễn Văn Nhung làm Bí thư, được chính Châu Văn Liêm kết nạp. Do bị mật thám Pháp truy lùng, ông được Nguyễn Văn Tây đưa về Cà Mau hoạt động tại Chi bộ do Quới làm Bí thư. Ở Cà Mau, ông đã cùng Bảy Núi và Quới vận động phong trào "vô sản hóa" trong lao động lò than ở Năm Căn và ngư dân ở Sào Lưới. Tháng 11, Chi bộ ở Cà Mau bị giải tán, Nguyễn Văn Nhung và Bảy Núi được Đặc ủy Hậu Giang điều động đến Ô Môn (Cần Thơ) thành lập Chi bộ Đồn điền Cờ Đỏ do Hà Huy Giáp làm Bí thư.
Tháng 2 năm 1930, Đảng Cộng sản Việt Nam (sau đổi tên thành Đảng Cộng sản Đông Dương) được thành lập trên cơ sở hợp nhất An Nam Cộng sản Đảng, Đông Dương Cộng sản Đảng và Đông Dương Cộng sản Liên đoàn. Chi bộ Cờ Đỏ trở thành Chi bộ đầu tiên của Đảng Cộng sản Việt Nam ở tỉnh Cần Thơ. Không lâu sau, Chi bộ Cờ Đỏ giải tán, Hà Huy Giáp với Bảy Núi được điều đi công tác ở vùng khác, chỉ có Nguyễn Văn Nhung ở lại tiếp tục hoạt động.
Tháng 4 năm 1930, ông đến Vĩnh Xuân (Cầu Kè) phát triển cơ sở và thành lập Chi bộ Vĩnh Xuân do bản thân làm Bí thư. Tháng 9, ông gia nhập Chi bộ Cái Ngang ở quận Tam Bình (Vĩnh Long). Tháng 11, trên cơ sở bốn Chi bộ cộng sản trong quận, Quận ủy Tam Bình được thành lập do Nguyễn Văn Nhung làm Bí thư, Nguyễn Văn Tiễn làm Phó Bí thư. Cuối năm 1930, ông gia nhập Đặc ủy Hậu Giang (do Hà Huy Giáp làm Bí thư), tham dự Hội nghị Đặc ủy tách Đặc ủy thành các Tỉnh ủy độc lập.
Tháng 2 năm 1931, dưới sự chỉ đạo của Xứ ủy Nam Kỳ, Tỉnh ủy Vĩnh Long được thành lập do Ngô Văn Chính làm Bí thư, Nguyễn Văn Nhung làm Phó Bí thư. Một tuần sau, Xứ ủy Nam Kỳ bị vỡ, cơ sở Đảng các tỉnh Vĩnh Long, Sa Đéc, Chợ Lớn, Bến Tre quyết định thành lập Xứ ủy lâm thời, điều Ngô Văn Chính làm Xứ ủy viên, Nguyễn Văn Nhung trở thành Bí thư Tỉnh ủy Vĩnh Long.
Ngày 5 tháng 4, thực dân Pháp bao vây cơ quan Tỉnh ủy Vĩnh Long tại Cầu Lầu (nay thuộc phường 4, Vĩnh Long), nhiều Đảng viên trong đó có Nguyễn Văn Nhung bị bắt. Ban đầu, ông bị giam giữ ba tháng ở Sa Đéc, sau đó bị giam tại bót Catinat (Sài Gòn), đến tháng 7 thì bị đưa vào Khám lớn cùng Trần Phú, Ngô Gia Tự, Ung Văn Khiêm, Nguyễn Văn Tây, Nguyễn Văn Nguyễn,...  Ông ở chung phòng giam với Tổng bí thư Trần Phú và Châu Văn Sanh.
Năm 1932, ông ra tù và tiếp tục hoạt động ở địa bàn tỉnh Long Xuyên. Năm 1936, khi Mặt trận Bình dân lên nắm quyền ở Pháp, Nguyễn Văn Nhung cùng Ung Văn Khiêm và Bùi Trung Phẩm thành lập Ủy ban Hành động quận Chợ Mới (Long Xuyên), tổ chức các hoạt động thuộc phong trào Dân chủ như thành lập các hội công khai, tổ chức mít tinh, vận động nông dân đấu tranh chống địa chủ. Ba người bị bắt vào đầu năm 1937 và mãn hạn tù vào cuối năm 1938. Cuối năm 1939, Ủy ban Hành động bị đóng cửa, ông trở về Long Hồ và chấp nhận bị quản thúc.
Tháng 11 năm 1940, khởi nghĩa Nam Kỳ bùng nổ, do bị thực dân Pháp quản thúc nên ông không tham gia khởi nghĩa. Trong thời gian diễn ra khởi nghĩa, có một đồng chí trùng tên Nguyễn Văn Nhung (tức Ba Sa) đã cùng với Nguyễn Thị Hồng, Phạm Văn Ba, Phan Văn Ba, Út Tao, Phan Văn Hòa (Võ Văn Kiệt),... chỉ huy chiến đấu ở quận Vũng Liêm (Vĩnh Long). Đầu năm 1941, ông bị đưa bị đày ở căng Bà Rá (Biên Hòa).
Ngày 9 tháng 3 năm 1945, sau sự kiện Nhật đảo chính Pháp, ông cùng các đồng chí Lê Thiện Tứ, Bùi Trung Phẩm, Đinh Thủy Tiếu,... vượt ngục về Long Xuyên, tổ chức Tỉnh ủy lâm thời, trở thành Bí thư Tỉnh ủy Long Xuyên. Tháng 8, nhận được Nghị quyết của Xứ ủy Nam Kỳ, Đảng bộ hai tỉnh Long Xuyên, Châu Đốc đã vạch ra kế hoạch khởi nghĩa, lấy Chợ Mới (Long Xuyên) và Hồng Ngự (Châu Đốc) làm trọng điểm. Ngày 24 tháng 8, dưới sự chỉ huy của Lê Thiện Tứ, Quận trưởng Chợ Mới Trần Văn Thi đầu hàng. Để đảm bảo thắng lợi, Bí thư Tỉnh ủy Nguyễn Văn Nhung quyết định đến gặp thủ lĩnh các lực lượng Thanh niên Tiền phong, Cao Đài, Hòa Hảo để thuyết phục các lực lượng này tham gia khởi nghĩa. Sáng ngày 25 tháng 8, Nguyễn Văn Nhung đến gặp Tỉnh trưởng Long Xuyên Trương Văn Thành và thành công thuyết phục Thành đầu hàng. Khởi nghĩa tháng Tám ở Long Xuyên giành được thắng lợi, Ủy ban nhân dân tỉnh Long Xuyên được thành lập, ông làm Phó Chủ tịch.

## Tham gia kháng chiến
Tháng 7 năm 1946, sau khi quân Pháp đánh chiếm Long Xuyên, ông dẫn quân lui về rừng U Minh (Rạch Giá). Trên đường hành quân, ông bị thực dân Pháp bắt cùng với Ngô Văn Chính và Đinh Trường Sanh, giam giữ ở Châu Đốc. Tháng 9 năm 1949, ông được trả tự do, về hoạt động ở tỉnh Long Châu Tiền, giữ chức vụ Ủy viên Thường vụ Tỉnh ủy phụ trách Tuyên huấn và làm Hiệu trưởng Trường Chính trị do Tỉnh ủy mở. Tháng 11, ông là Ủy viên Khu ủy Khu 8. Cuối năm 1950, ông làm Phó Giám đốc Sở Thương binh Xã hội Nam Bộ.
Tháng 2 năm 1951, ông được điều động sang Campuchia làm Phó Bí thư liên tỉnh Kandal–Prey Veng–Xoài Riêng, Phó Chủ nhiệm Tổng hội Việt kiều yêu nước.

## Cuối đời
Năm 1954, ông tập kết ra Bắc. Tháng 8 năm 1956, ông công tác tại Vụ phó Tổ chức cán bộ thuộc Bộ Y tế. Tháng 11, bởi lý do sức khỏe, ông xin chuyển xuống làm Phó Giám đốc Bệnh viện Hữu nghị Việt – Xô, kiêm Bí thư Đảng ủy Bệnh viện.
Tháng 5 năm 1964, ông về hưu. Năm 1975, khi đất nước thống nhất, ông trở về quê nhà.
Ngày 1 tháng 11 năm 1982, ông qua đời tại Bệnh viện Thống nhất Thành phố Hồ Chí Minh, an táng tại Vĩnh Long.

## Tặng thưởng
- Huân chương Hồ Chí Minh
- Huân chương Kháng chiến hạng Nhất
- Huy hiệu 50, 60 năm tuổi Đảng